# Anna Hopkins
Anna Hopkins es una actriz canadiense nacida el 12 de febrero de 1987 en Montreal, Quebec. Es conocida por interpretar a Jessica Rainer en Defiance y a Samantha Clayton en Arrow y The Flash.

## Biografía
Hopkins es hija de Rita y Tom Hopkins, una diseñadora gráfica y un artista visual, respectivamente. Entrenó hip hop y planeó comenzar una carrera como bailarina pero durante la secundaria comenzó a tomar clases de teatro y sus planes cambiaron.
Obtuvo una licenciatura en Estudios de la Comunicación por la Universidad Concordia en Montreal, y otra por el Instituto de Estudios Políticos de París.

### Carrera
Hopkins debutó en 2005 en la miniserie Human Trafficking, junto a Mira Sorvino, Donald Sutherland, Rémy Girard y Robert Carlyle y poco después apareció en numerosas producciones como La zona muerta, Circle of Friends, Killer Wave, Too Young to Marry, Lost Girl y Nikita.
En 2014 aparece en Defiance, donde interpreta de forma recurrente a Jessica «Berlín» Reiner durante la segunda temporada, emitida por SyFy. Para la tercera temporada de la serie, Hopkins fue promovida al elenco principal. La serie fue cancelada el 16 de octubre de 2015. En 2014 también apareció en el episodio Seeing Red, correspondiente a la segunda temporada de Arrow, donde interpreta a Samantha Clayton. Posteriormente retoma el personaje de Clayton durante el evento crossover entre Arrow y The Flash en el episodio Flash vs. Arrow de la primera temporada de The Flash.
En 2015, Hopkins aparece nuevamente como Samantha Clayton en el segundo evento crossover ocurrido durante los episodios Legends of Today (The Flash) y Legends of Yesterday (Arrow). En 2016, Hopkins reaparece durante el episodio Taken, de la cuarta temporada de Arrow.
Otros créditos de Hopkins incluyen las películas After the Ball, The Grand Seduction y Barney's Version, junto Paul Giamatti y Dustin Hoffman.
2018, aparece en Shadowhunters (serie de televisión emitida en 2016 en ABC por Freeform, y también emitida en Netflix)  durante toda la tercera temporada de 10 episodios interpretando a "Lilith" [madre de todos los demonios]

## Filmografía
| Cine        | Cine                                   | Cine              | Cine                                 |
| Año         | Película                               | Rol               | Notas                                |
| ----------- | -------------------------------------- | ----------------- | ------------------------------------ |
| 2005        | Stranger                               | Marie             | Cortometraje                         |
| 2007        | Reality Check                          | Shannon           | Cortometraje                         |
| 2010        | Barney’s Version                       | Kate Panofsky     |                                      |
| 2013        | The Grand Seduction                    | Helen             |                                      |
| 2013        | It Was You Charlie                     | Madeleine         |                                      |
| 2014        | Sleepless                              |                   | Cortometraje                         |
| 2014        | Les Maîtres du suspense                | Alyssa            |                                      |
| 2014        | Julia Julep                            | Alex              | Cortometraje                         |
| 2015        | Girl Couch                             | Meredith          |                                      |
| 2015        | After the Ball                         | Simone            |                                      |
| Televisión  |                                        |                   |                                      |
| Año         | Título                                 | Rol               | Notas                                |
| 2005        | Human Trafficking                      | Katerina          | Miniserie                            |
| 2006        | Circle of Friends                      | Lesley Wilson     | Película para televisión             |
| 2007        | Too Young to Marry                     | Sophie            | Película para televisión             |
| 2007        | La zona muerta                         | Mesera            | 1 episodio                           |
| 2009        | Out of Control                         | Young Woman       | Película para televisión             |
| 2011        | Killer Wave                            | Mel               | Miniserie                            |
| 2013        | Nikita                                 | Kate Barrett      | 1 episodio                           |
| 2014-2017   | Arrow                                  | Samantha Clayton  | 5 episodios                          |
| 2014-2015   | The Flash                              | Samantha Clayton  | 2 episodios                          |
| 2014-2015   | Defiance                               | Jessica Rainer    | 21 episodios                         |
| 2015        | Lost Girl                              | Brinkley White    | 1 episodio                           |
| 2018        | ’’Shadowhunters’’                      | Lilith            | 10 episodios                         |
| 2018        | 'The Expanse                           | Monica Stuart     | Temporada 3 - Temporada 5 - Presente |
| 2018        | Killjoys                               | Fairuza           | Episodio: "Johnny Dangerously"       |
| 2018        | Final Offer                            | Olivia            | Corto                                |
| 2018        | Bad Blood                              | Teresa Langana    | 8 epìsodios                          |
| Videojuegos |                                        |                   |                                      |
| Año         | Título                                 | Rol               | Notas                                |
| 2010        | Tom Clancy's Splinter Cell: Conviction | Varios personajes | Voz                                  |
| 2014        | Watch Dogs                             | Nikki Pearce      | Voz                                  |